# Nicolás Giacobone
Nicolás Giacobone ist ein argentinischer Drehbuchautor.

## Karriere
Giacobone ist vor allem bekannt für seine Zusammenarbeit mit dem mexikanischen Filmemacher Alejandro G. Iñárritu. Im Jahr 2015 gewann er für Birdman oder (Die unverhoffte Macht der Ahnungslosigkeit) einen Golden Globe und den Oscar in der Kategorie Bestes Originaldrehbuch. Zuvor war er u. a. an dem Drehbuch zu Biutiful (2010) beteiligt gewesen.
2019 erschien in deutscher Sprache sein erster Roman Das geschwärzte Notizbuch. Beim mexikanischen Film Bardo, die erfundene Chronik einer Handvoll Wahrheiten (2022) kam es zu einer erneuten Zusammenarbeit mit Iñárritu. Das Werk wurde in den Wettbewerb um den Goldenen Löwen des 79. Filmfestivals von Venedig eingeladen.

## Werk
- Das geschwärzte Notizbuch. Übersetzung von Christian Sönnichsen, Heyne Verlag, München 2019, ISBN 978-3-453-27199-9.